# Thomas Dunn
 (mars 2021).
Thomas Dunn (né en 1729 à Durham, Angleterre et mort le 15 avril 1818 à Québec) est un homme d'affaires, seigneur, fonctionnaire, juge et administrateur colonial britannique établi au Canada.

## Biographie
Il est notamment administrateur du Bas-Canada de 1805 à 1807 et en 1811. Il épouse le 27 novembre 1783 Henriette Guichaud, veuve de Pierre Fargues. Ils eurent trois fils: Thomas, William et Robert.
On sait très peu de sa jeunesse en Angleterre. Il arrive au Canada juste après la Conquête britannique et y voit plusieurs occasions de faire des affaires. Dès septembre 1762, avec son associé John Gray, il obtient du gouverneur James Murray un bail qui lui donne le monopole de la traite des fourrures et de la pêche de La Malbaie jusqu'à Sept-Îles.
Il achète la seigneurie de Mille-Vaches en aval de Tadoussac le 23 février 1764 et en devient donc le seigneur.
Son associé et ami William Grant épouse, en 1770, Marie-Catherine Fleury Deschambault, arrière-petite-fille de l'explorateur Louis Jolliet. Elle a des droits seigneuriaux à l'île d'Anticosti et aux îles Mingan. Grant devient ainsi légalement le seigneur d'Anticosti. Ces relations familiales permettent à Dunn, Grant et un autre associé, Peter Stuart, d'obtenir un bail à ferme sur Anticosti et la côte de Mingan pour exploiter la pêche et la chasse au phoque pendant 15 ans, à partir de 1772. Plus tard, mais avant 1789, le trio réussit à devenir propriétaire de la presque totalité des deux seigneuries de l'ìle d'Anticosti et de Mingan.
Par contre, Dunn n'a pas pu conserver son monopole d'exploitation des terres de la Couronne, obtenu en 1762.
À partir de 1767, Dunn investit aussi dans les Forges du Saint-Maurice, y conservant un intérêt jusqu'en 1772.
Il acquiert également la seigneurie Saint-Armand en 1788.
Les affaires prennent moins du temps de Dunn à partir de 1790, mais il reste néanmoins actif jusque vers 1808, spéculant sur plusieurs terres et bâtiments. Il prête également de l'argent à diverses personnes, notamment 1000 livres à Mgr Plessis. Vers 1796, il devient propriétaire unique du canton de Dunham, et est propriétaire ou copropriétaire d'autres seigneuries et cantons. Grâce à toutes ces activités et aux bénéfices qu'il retire de ses fonctions officielles, sa situation financière est florissante.

### Administration gouvernementale
Parallèlement à son activité économique, Dunn est très actif dans les affaires publiques de la colonie. Il est juge de paix dès 1764 pour les districts de Québec et de Montréal, puis pour l'ensemble du Bas-Canada, jusqu'en 1815. Il est également membre du Conseil qui assiste le gouverneur, et procureur du roi dans des affaires de succession. Ses liens avec le secrétaire de la province Hector de Cramahé lui permettent d'accéder au poste de Receveur-général en 1770. En 1775 il devient membre du Conseil législatif de la Province de Québec, et membre du Conseil privé du gouverneur l'année suivante. Il est également nommé juge, progressant jusqu'à la Cour d'appel en 1788.
De juin 1785 au printemps 1787, Dunn prend une pause de ses diverses fonctions pour séjourner en Angleterre; il fait la même chose en 1801-1802.
Lors de la mise en application de la nouvelle constitution à partir de 1792, Dunn est membre et même doyen d'âge du Conseil législatif et du conseil exécutif du Bas-Canada. À ce titre, il participe de près à toutes les grandes décisions de cette époque. Comme président du Conseil exécutif en août 1805, c'est lui qui devient administrateur de la province lors du départ du lieutenant-gouverneur Robert Shore Milnes jusqu'à l'arrivée du nouveau gouverneur James Henry Craig en octobre 1807. Durant cette période aux plus hautes fonctions de la colonie, Dunn sait se tenir au-dessus de la mêlée malgré les violents affrontements qui opposent le Parti canadien et le parti britannique.
Lorsqu'il y a une autre vacance au poste de gouverneur entre le départ de Craig et l'arrivée de George Prevost (juin à septembre 1811), c'est encore Dunn qui assure l'intérim. Entretemps, il a pris sa retraite en tant que juge en 1809.
En plus des fonctions déjà mentionnées, Dunn est membre de nombreux comités et sociétés, et souscrit à diverses causes, comme le fonds pour aider à la guerre contre Napoléon, et celui pour la construction en 1817 d'un chemin reliant Québec à Cap-Rouge.
Il meurt en 1818 à Québec et est inhumé au Cimetière Saint-Matthew.

## Hommages
La rue Thomas-Dunn a été nommée en son honneur, en 2006, dans la ville de Québec.